# Лична карта Србије
Лична карта Србије је лична карта која се издаје држављанима Србије у Србији. Лична карта се може искористити за улазак у државе са којима је постигнут такав договор, уместо пасоша. Издаје се свим држављанима Србије са пријављеним пребивалиштем у Србији и обавезна је за особе старије од 16 година.

## Изглед
Лична карта има исти облик и величину као и многе друге личне карте, према стандардима ISO/IEC 7816-1, ISO/IEC 7816-2, ISO/IEC 7816-3 и ISO/IEC 7816-4. Има светлоцрвену и плаву позадину, боје српске заставе. На позадини на аверсу је слика статуе Мајке Србије са врха зграде Владе Србије у Београду, док је на реверсу мали српски грб.
На чипованој карти, језик који се користи на обрасцу је српски (ћириличним писмом) и енглески, међутим, лични подаци се штампају само на ћирилици. Ово је изазвало одређене контроверзе, јер ће националну личну карту бити тешко користити као важећи лични документ у иностранству, осим у оним земљама које такође користе ћирилично писмо. Без обзира на то, верзија личне карте без чипа користи латинично и ћирилично писмо и има штампано име власника латиничним писмом. Ово је учињено вероватно због чињенице да је име носиоца личне карте уписано латиничним писмом унутар чипа чиповане картице.
Држављани Србије који су припадници националне мањине имају могућност да образац личне карте одштампају на српском, енглеском и матерњем језику (или српској латиници), док ће лични подаци бити уписани на матерњем језику (нпр. Мађаре у Србији, латиничним мађарским писмом, уместо српске ћирилице). Грађани којима је српски матерњи језик могу да изаберу да се име и презиме уписују српском латиницом, уместо ћириличним писмом; међутим, образац личне карте ће и даље бити само на српској ћирилици и на енглеском, пошто се српска латиница и српска ћирилица не сматрају различитим језицима.
Лична карта садржи следеће податке:
- Презиме
- Име
- Датум рођења
- Пол
- Рег. бр.
- Датум издавања
- Важи до
- Документ издаје
- ЈМБГ
- Држава рођења
- Место и општина рођења
- Пребивалиште и адреса стана

На личној карти одштампани су и потпис носиоца и отисак десног кажипрста, а у случају да лице нема прсте уписује се ознака НД - није доступно. Ако нема кажипрст, отискују се неки од следећих отисака: палац, средњи прст, домали, мали (тим редом, који дотична особа поседује).
Документ важи 10 година (5 за малолетна лица) од дана предаје захтева, док је рок за обраду до 15 дана. У већини случајева, лична карта се преузима 7 дана након валидног поднетог захтева.

## Чип
После дуге јавне расправе одлучено је да ће грађани имати могућност да бирају да ли ће имати личну карту са или без чипа, са подацима који су већ одштампани на личној карти. Они који се одлуче за чип картицу немају одштампано место становања, већ се она чува у чипу. Полиција је јавности обезбедила бесплатни софтвер за преузимање података са било које личне карте на рачунар (осим скенираног потписа и отиска прста) помоћу стандардног читача паметних картица. Српска лична карта не садржи бесконтактни РФИД чип, тако да није у потпуности усаглашена са биометријском путном исправом ICAO9303. Око две трећине грађана који се пријављују за личну карту одлучује се за чиповану верзију.

## Захтеви
Да би први пут набавио биометријску личну карту, грађанин мора да приложи извод из матичне књиге рођених и доказ о држављанству, као и стару личну карту која је истекла. У случају обнове, плаћа се само такса и нова фотографија ће бити направљена у полицијској станици.

## Међународно путовање
Српске личне карте могу се користити уместо пасоша за путовање у неке земље региона које су потписале посебне споразуме са Владом Србије. Немају све српске личне карте бесконтактне РФИД чипове, тако да неке нису у потпуности усаглашене са биометријским путним исправама.
| Држава              | Договор / боравак |
| ------------------- | ----------------- |
| Босна и Херцеговина | 90 дана           |
| Црна Гора           | 30 дана           |
| Албанија            | 90 дана           |
| Северна Македонија  | 90 дана           |
| Турска              | 90 дана           |

| Држава или територија | Договор / боравак |
| --------------------- | ----------------- |
| Косово                | 90 дана           |

## Специјалне верзије личне карте
Постоје лична карта за странце, привремена лична карта за странце и посебне личне карте, које се издавају у складу са Законом о странцима.
Лична карта за странце се издаје стално настањеном странцу и представља дозволу за стално настањење странца у Србији. Издаје се на рок важења од 5 година, док се малолетницима издаје на 2 године. Привремена лична карта се издаваје странцима којима је одложено принудно удаљавање, одређен обавезни боравак, немају путну исправу, као и лицима са одобреним привременим боравком. Изгледи личне карте за странце и привремене личне карте за странце су дефенисани Правилником о изгледу обрасца и поступку издавања личне карте за странца и привремене личне карте за странца.
Посебна лична карта се издаје странцима који су чланови дипломатско-конзуларних представништва стране државе или мисија које имају дипломатски статус. Издају се као дипломатске (за дипломатске агенте и за чланове његове породице), службене (за чланове административно-техничког особља), конзуларне (за конзуларне функционере) и сервисне личне карте (за странце који уживају одређени обим привилегија у складу са међународним уговорима). Изгледи посебних лични карти су дефенисани Правилником о изгледу обрасца захтева за издавање посебне личне карте, изгледу обрасца посебне личне карте и поступку издавања посебне личне карте.